# Université polytechnique et économique de Budapest

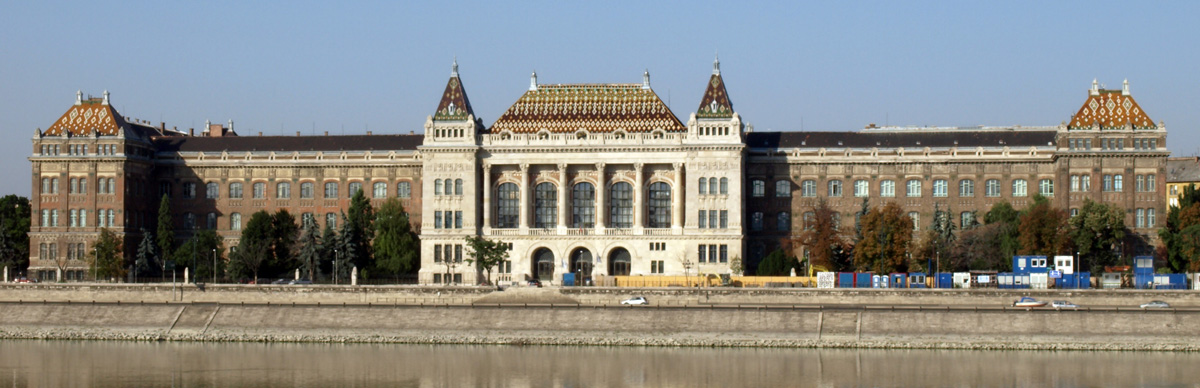
Vue d'ensemble du bâtiment K figurant sur le logo.

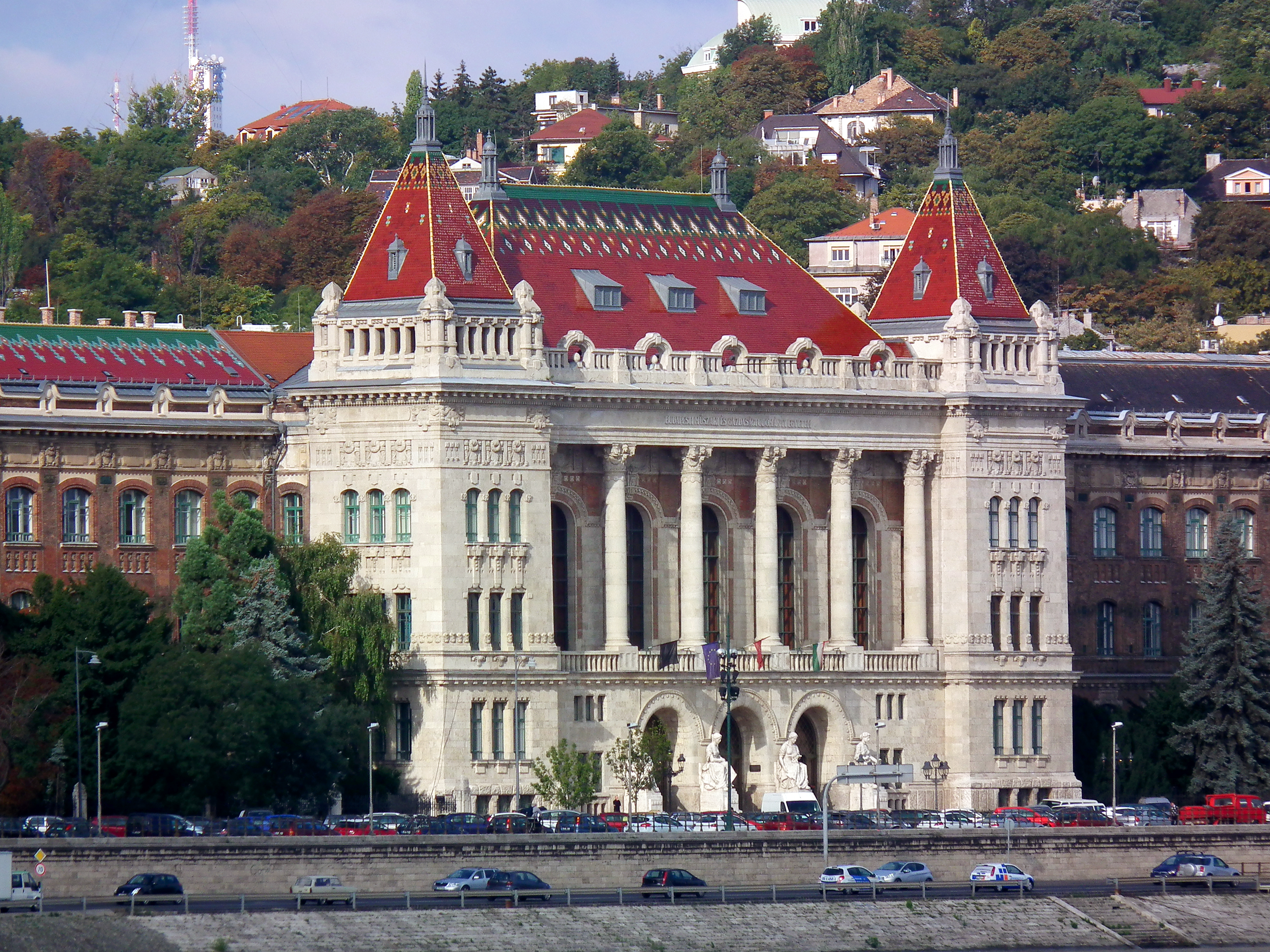
Entrée principale du bâtiment K.

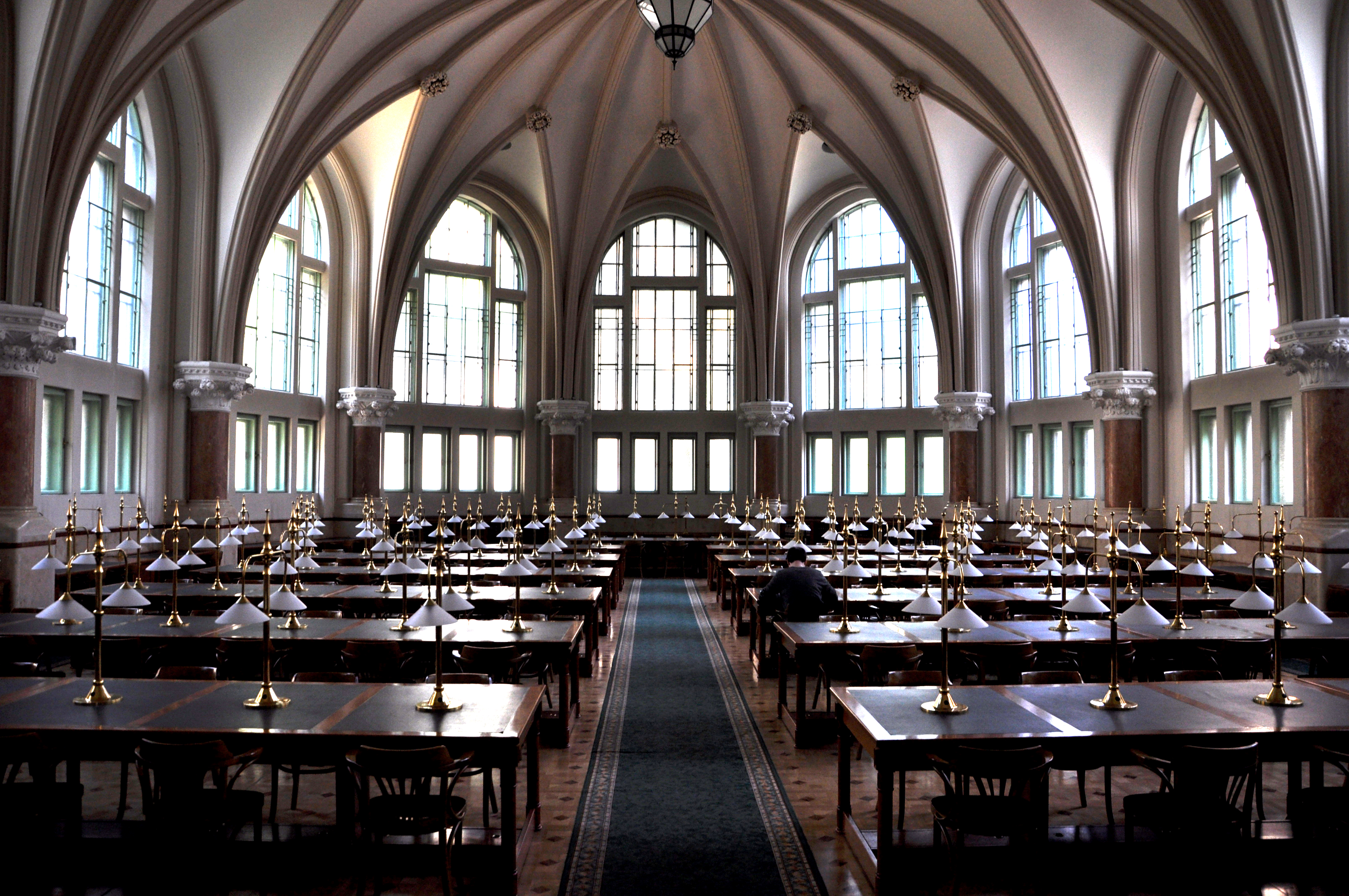
La salle de lecture.

L'université polytechnique et économique de Budapest ou université des sciences techniques et économiques de Budapest (en hongrois : Budapesti Műszaki és Gazdaságtudományi Egyetem, prononcé /budɒpɛʃti myːsɒki eːʃ gɒzdɒʃaːgtudomaːɲi ɛɟ͡ʝɛtɛm/, en abrégé BME) est l'une des universités de Budapest. Elle a été fondée au XVIIIe siècle.

## Histoire

### 1782, la création
Elle est fondée en 1782 par l'empereur Joseph II d'Autriche sous le nom de Institutum Geometricum ou Institutum Geometrico-Hydrotechnicum, 
et fait alors partie de l'université de Buda,. C'est le premier institut d'études supérieures en ingénierie en Europe. Les ingénieurs des eaux Pál Vásárhelyi (de) et József Beszédes (hu) y obtiennent leurs diplômes (en 1816 pour le premier), avant de travailler à la régulation du bas Danube et de la Tisza.
En 1850 l'Institutum Geometricum fusionne avec le collège de technologie Joseph (en hongrois József Ipartanoda). Cette fusion correspond à une perte de qualité pour l'enseignement supérieur en ingénierie, qui cesse pratiquement d'être en Hongrie ; mais seulement pour quelques années, car ce nouvel ensemble devient en 1856 l'École polytechnique royale József (en hongrois Királyi József Műegyetem) ou École polytechnique, ou Joseph Polytechnicum
,. À cette date, Lambert Mayer est à la tête de l'université ; et, semble-t-il, l'enseignement est dispensé en allemand (au lieu du latin) pendant une dizaine d'années. Mais en octobre 1860 le hongrois devient la langue d'enseignement, et Mayer ne parle pas le hongrois : il est remplacé par József Stoczek.
Le nom de József dans celui de l'établissement est en l'honneur de l'archiduc Nádor József, nommé gouverneur impérial de Hongrie en 1795 par son frère François Ier empereur du Saint-Empire. Joseph s'efforce d'embellir la capitale : dès 1801 il adresse à son frère empereur une proposition dans ce sens. S'ensuivent un grand nombre d'aménagements architecturaux et de créations diverses, dont le développement de l'Université technique qui porte son nom jusqu'en 1949.

### 1871, l'indépendance
József Eötvös, ministre de la religion et de l'éducation publique, vise depuis 1848 l'établissement d'une université technique indépendante. Après le compromis de 1867, il rédige pour le Parlement un projet dans ce sens. Il meurt en février 1871 mais son projet est cependant accepté par le Parlement et ratifié en juillet de la même année par l'empereur François Joseph.
Ainsi, en 1871 l'établissement prend le nom d'université polytechnique royale Joseph ; c'est le premier institut au monde à inclure le mot « université » dans son nom. L'établissement obtient la pleine autonomie et le droit de délivrer des diplômes d'ingénieur (mais toujours pas de doctorat) après 5 ans d'études. Elle est parmi les premières universités d'Europe à former des ingénieurs au niveau universitaire. Les formations incluent alors topographie/cadastrage, contrôle des voies d'eau et construction de routes : la Hongrie a à l'époque un besoin pressant de spécialistes dans ces domaines.
En 1901 elle acquiert le droit de délivrer le doctorat Doctor Rerum Technicarum. Entre 1904 et 1910 elle est déménagée dans un autre lieu de Budapest.
À la suite de ces événements, l'université a peut-être porté le nom d'université royale hongroise polytechnique et économique Nádor József (Magyar Királyi József Nádor Műszaki és Gazdaságtudományi Egyetem), peut-être de 1934 à 1949 (ou à une autre période)[réf. nécessaire].

1925 y voit les premières femmes étudiantes. L'Institut pour l'Éducation Continue y ouvre ses portes en 1939.
En 1949 elle prend le nom d'université technique de Budapest. À partir de cette date, elle inclut (par ordre d'apparition historique) les facultés d'ingénierie civile, d'ingénierie mécanique, d'architecture, d'ingénierie chimique et d'ingénierie électrique. La faculté d'ingénierie des transports est établie en 1955, celles de sciences naturelles et de sciences sociales et économiques le sont en 1998 - peu après que l'université introduise le système de crédit selon le système européen de transfert et d'accumulation de crédits en 1994. La formation complète d'ingénieur en langue anglaise est mise en place 1984, la filière francophone technologique en 1991, et la formation en langue allemande en 1992.
Le 22 octobre 1956, les étudiants de l'université polytechnique et économique de Budapest rédigèrent une liste de seize points concernant des demandes de réformes politiques, initiative qui contribura à la révolution hongroise de 1956

### Aujourd'hui
En 2001, elle prend sa structure et sa dénomination actuelles, devenant l'université de technologie et d'économie de Budapest.

## Le développement de l'université actuelle
Elle comprend aujourd'hui 24 000 étudiants en sciences de l'ingénieur et en gestion pour 1 024 enseignants permanents. Des cours sont assurés dans les langues hongroise, allemande, anglaise, française et russe.
L'université contribue aux coopérations universitaires et échanges d'étudiants du programme Erasmus et est membre du réseau TIME (Top Industrial Managers for Europe) de mobilité des étudiants en Europe et de doubles diplômes.

## Personnalités liées à l'université

- András Arató
- Donát Bánki
- Dennis Gabor
- Alfréd Hajós
- Alajos Hauszmann
- Csaba Horváth
- János Hunfalvy
- Kálmán Kandó
- Tódor Kármán
- Anton Kerner
- Károly Kós
- Dénes Mihály
- Endre Mistéth
- George Oláh
- Ernő Rubik
- Imre Steindl
- Leó Szilárd
- László Török
- Eugene Wigner